# HD 113538 b
HD 113538 b (بالإنجليزية: HD 113538 b)‏ الذي يرمز له بالرمز HD 113538b، هو كوكب خارج المجموعة الشمسية، في كوكبة قنطورس، يتبع HD 113538 ‏.

## الاكتشاف
اكتشف في 2010.